# The Best of Kiss: The Millennium Collection
The Very Best of Kiss – album kompilacyjny amerykańskiej grupy rockowej KISS wydany w sierpniu 2003 roku.

## Utwory
1. „Strutter" 
  - z albumu Kiss
2. „Deuce" 
  - z albumu Kiss
3. „Hotter Than Hell" 
  - z albumu Hotter Than Hell
4. „C’mon And Love Me" 
  - z albumu Dressed to Kill
5. „Rock And Roll All Nite (Live)" 
  - z albumu Alive!
6. „Detroit Rock City" 
  - z albumu Destroyer
7. „Beth" 
  - z albumu Destroyer
8. „Hard Luck Woman" 
  - z albumu Rock and Roll Over
9. „Calling Dr. Love" 
  - z albumu Rock and Roll Over
10. „Love Gun" 
  - z albumu Love Gun
11. „Christine Sixteen" (błędnie wydrukowany jako "Christeen Sixteen")
  - z albumu Love Gun
12. „I Was Made for Lovin’ You”
  - z albumu Dynasty

## Informacje
- Paul Stanley – wokal, gitara prowadząca i gitara rytmiczna
- Gene Simmons – gitara basowa, wokal, wokal wspierający
- Ace Frehley – gitara prowadząca i gitara rytmiczna
- Peter Criss – perkusja, wokal wspierający, wokal